# Nevol Querci
Nevo Querci detto Nevol (Pistoia, 23 dicembre 1927 – Pistoia, 18 febbraio 2000) è stato un politico italiano.

## Biografia
Laureato in ingegneria civile, cui si dedicò a partire dagli anni cinquanta lavorando nell'impresa familiare a Roma, Pistoia e Parigi, Nevol Querci fu attivo in politica sin da ragazzo, prima nelle file del Partito Comunista Internazionalista, poi vicino alle posizioni socialdemocratiche di sinistra e accostandosi infine al Partito Socialista Italiano in sintonia con le posizioni di sinistra di Riccardo Lombardi.
Fu eletto deputato nel 1968 nelle liste del PSI: alla Camera dei deputati tornò anche nelle tre legislature successive.
Membro del Comitato centrale e della direzione nazionale del PSI a partire dal 1974, si occupò della formazione quadri dal 1976.
Nel corso del tempo si avvicinò alle posizioni di Francesco De Martino e assunse dopo il comitato centrale straordinario del 1976 una posizione molto critica nei confronti del nuovo segretario Bettino Craxi.
Successivamente diventò co-presidente, con Paolo Battino Vittorelli, dell'assemblea nazionale del PSI e dal 1987 al 1991 fu commissario straordinario dell'Inadel (oggi Inpdap).

## Vicende giudiziarie
Il 28 ottobre 1992 Querci fu arrestato con l'accusa di concussione nell'ambito dell'inchiesta Mani pulite.
Gli fu contestato di avere ricevuto tangenti sulla vendita di palazzi all'amministrazione pubblica; in seguito dichiarò che l'allora segretario del partito socialista, Bettino Craxi, era al corrente delle attività di riscossione.
Qualche anno più tardi fu indagato nel corso di un'altra inchiesta su presunte tangenti versate per agevolare l'affidamento alle cooperative rosse di appalti pubblici.

## Attività editoriale
In parallelo all'attività politica avviò numerose iniziative editoriali: La base socialdemocratica (1964-66), La base (1966-68), Programma (1971), Programma notizie (1972-74), Nuovo programma (1979).
Dopo Mani pulite promosse Ragioni Socialiste (1994-2000), testata che si proponeva l'obiettivo di ricomporre le diverse anime del socialismo verso una prospettiva unitaria, in un "partito nuovo" di tutte le forze della sinistra e di progresso di ispirazione socialista e comunista e del cattolicesimo avanzato.